# Hyalinobatrachium talamancae
Hyalinobatrachium talamancae là một loài ếch trong họ Centrolenidae. Chúng là loài đặc hữu của Costa Rica.
Môi trường sống tự nhiên của nó là các khu rừng vùng núi ẩm nhiệt đới hoặc cận nhiệt đới và sông.